# Northcliffovská revoluce
Northcliffovská revoluce je pojem, který v mediálních studiích označuje veliké změny ve způsobu vydávání novin, k nimž došlo na konci 19. a na začátku 20. století v Evropě a USA. Za změnami stál baron Northcliff, který jako jeden z prvních započal masovou produkci a prodej novin (byl vlastníkem listu Daily Mail).

## Změny trhu
V northcliffovské revoluci se smísily faktory ekonomické (noviny definitivně ztratily osvětovou funkci, byla oslabena funkce politická a staly se byznysem), sociální (gramotné masy obyvatelstva), politické (omezení cenzury, liberalizace trhu) a technologické (rozvoj tiskařských technik, telegraf, telefon, fotografie). Zjednodušeně může být northcliffovská revoluce nazvána komercializací masmédií. Na rovině obsahu novin znamená northcliffovská revoluce především mnohem větší objem reklamy na straně jedné a zábavy na straně druhé.

## Původ významu
Pojem odkazuje na barona Northcliffa (původním jménem Alfreda Harmswortha), který roku 1896 založil proslulý britský bulvární deník Daily Mail (později do jeho impéria patřil i nedělník News of the World, Evening News, Mirror, Observer a Times). Daily Mail jako první deník na světě dosáhl na hranici milion prodaných výtisků. Uspěl především svou orientací na zprávy o zločinech. Proslulým se stalo Northcliffovo heslo "Dejte mi jednu vraždu denně!" ("Get me a murder o day!"). Jinou důležitou Northcliffovou technikou byly čtenářské soutěže. Především však Northcliff udělal z novin průmyslové odvětví jako každé jiné a v obchodní rovině přišel s řadou dodnes fungujících principů (například auditované náklady, které slouží jako nezávislý zdroj informací pro inzerenty).